# الاحتجاجات الطلابية الإيرانية يوليو 1999
الاحتجاجات الطلابية الإيرانية يوليو 1999 (بالفارسية: فاجعه کوی دانشاه) بدأت الاحتجاجات في 8 يوليو بمظاهرات سلمية في طهران ضد إغلاق صحيفة سلام الإصلاحية. بعد المظاهرات داهمت شرطة مكافحة الشغب سكن الطلاب في تلك الليلة التي قُتل خلالها طالب.
أشعلت المداهمات ستة أيام من المظاهرات وأعمال الشغب في جميع أنحاء البلاد، قُتل خلالها ما لا يقل عن ثلاثة أشخاص آخرين وجرح أكثر من 200.
في أعقاب هذه الحوادث، اختفى أكثر من سبعين طالبًا. بالإضافة إلى ما يقدر بـ 1,200-1,400 معتقل، فإن «مكان وحالة» خمسة طلاب كما ذكرت هيومن رايتس ووتش أنهم محتجزون من قبل السلطات الإيرانية لا يزال مجهولاً.